# Supercopa de Francia 2018
La Supercopa de Francia 2018 fue la 23ª edición de la Supercopa de Francia. El partido se disputó en China el 4 de agosto de 2018 en el Shenzhen Universiade Sports Centre de la ciudad de Shenzhen. Además fue la décima edición consecutiva disputada fuera de Francia. Como el París Saint-Germain ganó la Ligue 1 2017-18 y la Copa de Francia 2017-18, debió jugar contra el AS Mónaco, subcampeón de la Ligue 1.

## Equipos participantes
| París Saint-Germain |  | Bandera de Francia |  | Campeón de la Ligue 1 2017-18    |
| AS Mónaco           |  | Bandera de Mónaco  |  | Subcampeón de la Ligue 1 2017-18 |

### Ficha del partido
| 1          | POR        | Gianluigi Buffon   |     |
| 36         | DEF        | Stanley N'Soki     |     |
| 37         | DEF        | Kévin Rimane       |     |
| 2          | DEF        | Thiago Silva       | 74' |
| 34         | DEF        | Colin Dagba        |     |
| 19         | MED        | Lassana Diarra     | 64' |
| 6          | MED        | Marco Verratti     | 76' |
| 25         | MED        | Adrien Rabiot      |     |
| 24         | DEL        | Christopher Nkunku |     |
| 11         | DEL        | Ángel Di María     |     |
| 21         | DEL        | Timothy Weah       |     |
| Entrenador | Entrenador | Thomas Tuchel      |     |

| 16         | POR        | Diego Benaglio    |     |
| 21         | DEF        | Julien Serrano    |     |
| 5          | DEF        | Jemerson          |     |
| 25         | DEF        | Kamil Glik        |     |
| 24         | DEF        | Andrea Raggi      |     |
| 4          | MED        | Jean-Eudes Aholou |     |
| 28         | MED        | Pelé              | 46' |
| 8          | MED        | Youri Tielemans   |     |
| 33         | MED        | Samuel Grandsir   | 46' |
| 20         | MED        | Rony Lopes        | 65' |
| 10         | DEL        | Stevan Jovetić    |     |
| Entrenador | Entrenador | Leonardo Jardim   |     |

| 5  | DEF | Marquinhos      | 64' |
| 33 | MED | Antoine Bernede | 74' |
| 10 | DEL | Neymar          | 76' |

| 36 | MED | Sofiane Diop | 46' |
| 14 | DEL | Keita Baldé  | 46' |
| 22 | DEL | Jordi Mboula | 65' |

| Anotado | 33'   | Ángel Di María     | 1–0 |
| Anotado | 40'   | Christopher Nkunku | 2–0 |
| Anotado | 67'   | Timothy Weah       | 3–0 |
| Anotado | 90+2' | Ángel Di María     | 4–0 |

| Amonestado | 5'    | Jemerson     |
| Amonestado | 90+2' | Andrea Raggi |

| Árbitro             | Ruddy Buquet       |
| Árbitros asistentes | Guillaume Debart   |
| Árbitros asistentes | Julien Pacelli     |
| Cuarto árbitro      | Jérôme Miguelgorry |

| 1          | POR        | Gianluigi Buffon   |     |
| 36         | DEF        | Stanley N'Soki     |     |
| 37         | DEF        | Kévin Rimane       |     |
| 2          | DEF        | Thiago Silva       | 74' |
| 34         | DEF        | Colin Dagba        |     |
| 19         | MED        | Lassana Diarra     | 64' |
| 6          | MED        | Marco Verratti     | 76' |
| 25         | MED        | Adrien Rabiot      |     |
| 24         | DEL        | Christopher Nkunku |     |
| 11         | DEL        | Ángel Di María     |     |
| 21         | DEL        | Timothy Weah       |     |
| Entrenador | Entrenador | Thomas Tuchel      |     |

| 16         | POR        | Diego Benaglio    |     |
| 21         | DEF        | Julien Serrano    |     |
| 5          | DEF        | Jemerson          |     |
| 25         | DEF        | Kamil Glik        |     |
| 24         | DEF        | Andrea Raggi      |     |
| 4          | MED        | Jean-Eudes Aholou |     |
| 28         | MED        | Pelé              | 46' |
| 8          | MED        | Youri Tielemans   |     |
| 33         | MED        | Samuel Grandsir   | 46' |
| 20         | MED        | Rony Lopes        | 65' |
| 10         | DEL        | Stevan Jovetić    |     |
| Entrenador | Entrenador | Leonardo Jardim   |     |

| 5  | DEF | Marquinhos      | 64' |
| 33 | MED | Antoine Bernede | 74' |
| 10 | DEL | Neymar          | 76' |

| 36 | MED | Sofiane Diop | 46' |
| 14 | DEL | Keita Baldé  | 46' |
| 22 | DEL | Jordi Mboula | 65' |

| Anotado | 33'   | Ángel Di María     | 1–0 |
| Anotado | 40'   | Christopher Nkunku | 2–0 |
| Anotado | 67'   | Timothy Weah       | 3–0 |
| Anotado | 90+2' | Ángel Di María     | 4–0 |

| Amonestado | 5'    | Jemerson     |
| Amonestado | 90+2' | Andrea Raggi |

| Árbitro             | Ruddy Buquet       |
| Árbitros asistentes | Guillaume Debart   |
| Árbitros asistentes | Julien Pacelli     |
| Cuarto árbitro      | Jérôme Miguelgorry |

| Bandera de Francia                    |
| Campeón París Saint-Germain 8º título |